# Віктор фон Драбіх-Вехтер
Віктор фон Драбіх-Вехтер (нім. Viktor von Drabich-Wächter; 18 серпня 1889, Страсбург, Німецька імперія — 2 серпня 1944, Ле-Меніль, Франція) — німецький воєначальник, генерал-лейтенант вермахту.

## Біографія
12 березня 1910 року вступив в Імперську армію. Учасник Першої світової війни. Після демобілізації армії залишений в рейхсвері. З 1 квітня 1939 року — начальник 7-го відділу, з 1 жовтня 1940 року — управлінської групи P1 Кадрового управління ОКГ. 1 жовтня 1942 року відправлений в резерв ОКГ. З 1 червня 1943 року — командир 326-ї піхотної дивізії. Загинув у бою.

## Звання
- Фанен-юнкер (12 березня 1910)
- Фенріх (20 грудня 1910)
- Лейтенант (18 серпня 1911)
- Оберлейтенант (18 серпня 1915)
- Гауптман (20 вересня 1918)
- Майор (1 лютого 1932)
- Оберстлейтенант (1 жовтня 1934)
- Оберст (1 квітня 1937)
- Генерал-майор (1 серпня 1940)
- Генерал-лейтенант (1 серпня 1942)

## Нагороди
- Залізний хрест
  - 2-го класу (2 жовтня 1914)
  - 1-го класу (11 вересня 1915)
- Хрест «За заслуги у війні» (Мекленбург-Стреліц) 2-го ступеня (2 грудня 1916)
- Нагрудний знак «За поранення» в чорному
- Сілезький Орел 2-го і 1-го ступеня (24 вересня 1919) — отримав 2 нагороди одночасно.
- Орден Святого Йоанна (Бранденбург), почесний лицар
- Почесний хрест ветерана війни з мечами
- Медаль «За вислугу років у Вермахті» 4-го, 3-го, 2-го і 1-го класу (25 років; 2 жовтня 1936) — отримав 4 нагороди одночасно.
- Медаль «У пам'ять 1 жовтня 1938 року»
- Хрест Воєнних заслуг 2-го і 1-го класу з мечами
- Відзначений у Вермахтберіхт (4 серпня 1944)